# Marcin Opałło
Marcin Wojciech Opałło – polski chemik, dr hab. nauk chemicznych, profesor zwyczajny Instytutu Chemii Fizycznej Polskiej Akademii Nauk i Katedry Chemii, Szkoły Nauk Ścisłych Wydziału Matematycznego i Przyrodniczego Uniwersytetu Kardynała Stefana Wyszyńskiego.

## Życiorys
7 listopada 1986 obronił pracę doktorską Wpływ rozpuszczalnika na kinetykę procesów elektrodowych wybranych związków organicznych, 30 listopada 1998 habilitował się na podstawie rozprawy zatytułowanej Reakcje elektrodowe redoks w elektrolitach zamrożonych. 10 października 2005 nadano mu tytuł profesora w zakresie nauk chemicznych. Został zatrudniony na stanowisku profesora zwyczajnego w Instytucie Chemii Fizycznej Polskiej Akademii Nauk, oraz Katedry Chemii, Szkoły Nauk Ścisłych na Wydziale Matematycznym i Przyrodniczym Uniwersytetu Kardynała Stefana Wyszyńskiego.
Jest dyrektorem Instytutu Chemii Fizycznej Polskiej Akademii Nauk i członkiem Rady Dyrektorów Jednostek Naukowych Akademii Polskiej Akademii Nauk, a także był kierownikiem  Katedry Chemii, Szkoły Nauk Ścisłych Wydziału Matematycznego i Przyrodniczego Uniwersytetu Kardynała Stefana Wyszyńskiego.